# بنت هانسن (لاعب هوكي الجليد)
بنت هانسن هو لاعب هوكي الجليد دنماركي، ولد في 13 أغسطس 1954 في مملكة الدنمارك.

## وصلات خارجية
- بنت هانسن على موقع EliteProspects.com (الإنجليزية)